# 춘천보호관찰소 영월지소
춘천보호관찰소 영월지소는 춘천보호관찰소의 업무를 분장하기 위하여 설립된 대한민국 법무부 범죄예방정책국 예하 춘천보호관찰소 소속기관으로 영월지소장(5급)은 보호사무관으로 보한다. 강원특별자치도 영월군 영월읍 하송로 60 수정빌딩 2층에 위치하고 있다.

## 연혁
- 2009년 1월 1일 춘천보호관찰소 영월지소 개소 (관할: 태백시, 영월군, 정선군, 평창군)

## 관할 구역
- 태백시
- 영월군
- 정선군
- 평창군

## 같이 보기
- 춘천보호관찰소 강릉지소
- 춘천보호관찰소 속초지소
- 춘천보호관찰소 원주지소